# Ramalina canariensis
Ramalina canariensis (J.Steiner) es una especie de hongo liquenizado o  liquen crustáceo que se encuentra cerca de las orillas marítimas.